# FC Vologda
El FC Vologda (del ruso: ФК «Сызрань-2003») fue un club de fútbol ruso de la ciudad de Vologda, fundado en 2010. El club jugó en la segunda división, el tercer nivel en el sistema de ligas ruso.

## Jugadores
Actualizado al 13 de julio de 2012, según RFS (enlace roto disponible en Internet Archive; véase el historial, la primera versión y la última)..